# Труло
Труло (итал. Trullo) је традиционална камено боравиште купастог крова које је карактеристично за долину Итрију (Valle d'Itria) у области Мурђе италијанске покрајине Апулија. Могу се пронаћи у местима: Алберобело, Локоротондо, Фазано, Остуни, Чистернино, Мартина Франка и Чеље Месапика.
Труло је јединствен пример праисторијске градње без везива, искључиво од неправилних комада кречњачког камења из околних поља, карактеристичног пирамидалног облика, куполастих или купастих кровова прекривених кречњачким плочама. С обзиром да је ова група грађевина једна од ретких тако нетакнутој примера праисторијске архитектуре која је преживела до модерног доба Трули из града Алберобело су уврштени на УНЕСКО-в списак Светске баштине у Европи 1996. године.
Трули су грађени као привремено склониште пастирима и фармерима, или као складишта. Уобичајено су грађени без везива (малтера или цемента), чиме је обични пук избегавао опорезивање. Овакав начин градње се користио и приликом градње средишњих зидова у околини, тзв. сувозид.

## Историја
Трули су најчешће у мезапијском делу Апулије. Месапи су, заједно са Венедима, Јапигима, Даунима и Латинима били први индо-европљани који су колонизовали Апенинско полуострво, који је до 1200. п. н. е. био већином насељен Тиринтским Грцима.
Иако постоје многе теорије о опстанку ових облика грађевина, најпопуларнија је та да су због великог пореза на некретнине, становници Апулије користили сувозиђе како би могли да раставе своје грађевине у случају посета порезника.
Данас су сачувани трулији веома популарни међу британским и немачким туристима који их често купују и обнављају као своје престижне куће. Према томе, морају да рестаурирају труло у складу с бројним УНЕСКО-вим законима о чувању светске баштине.
Трули се могу наћи у Рајнхесену у Немачкој, где су грађени на исти начин као они у Апулији, али као колибе виноградара у 18. веку.

## Архитектура
Кровови су грађени у два слоја: унутрашњи слој ломљеног кречњака, слаган у редове купастих облика и запечаћен кључним каменом, и спољни слој кречњачког плоча које су га чиниле водоотпорним. Изворно је кривуља купастих облика грађевине започињала одмах са тла, али су касније додати околни зидови на којима је почивао кров. У Алберобелу, врхови купастих кровова трулија су зашиљени, како би могли да носе неки симбол, док је и сам купасти облик грађевине имао симболично значење. Кровови трулија су често украшени цртежима симбола планета, урокљивог ока (malochio), хришћанског крста, срца, полумесец и звезда, и бројних других симбола.
Зидови су веома дебели, стварајући тако добру изолацију, чинећи просторију хладнијим лети а топлијом зими. Већина трулија имају само једну просторију, док је Вишебојни труло кућа код које сваки купасти кров представља једну просторију. У тој кући су деца спавала у нишама у зиду с којих су висиле завесе.

## Галерија
- Унутрашњост Трула Соврано
- Детаљ крова
- Труло у Националном парку Апулија
- Рајнску Труло (Немачка)